# Helius rufescens
Helius rufescens är en tvåvingeart som först beskrevs av Edwards 1916.  Helius rufescens ingår i släktet Helius och familjen småharkrankar. Inga underarter finns listade i Catalogue of Life.